# Schwabinger Tor

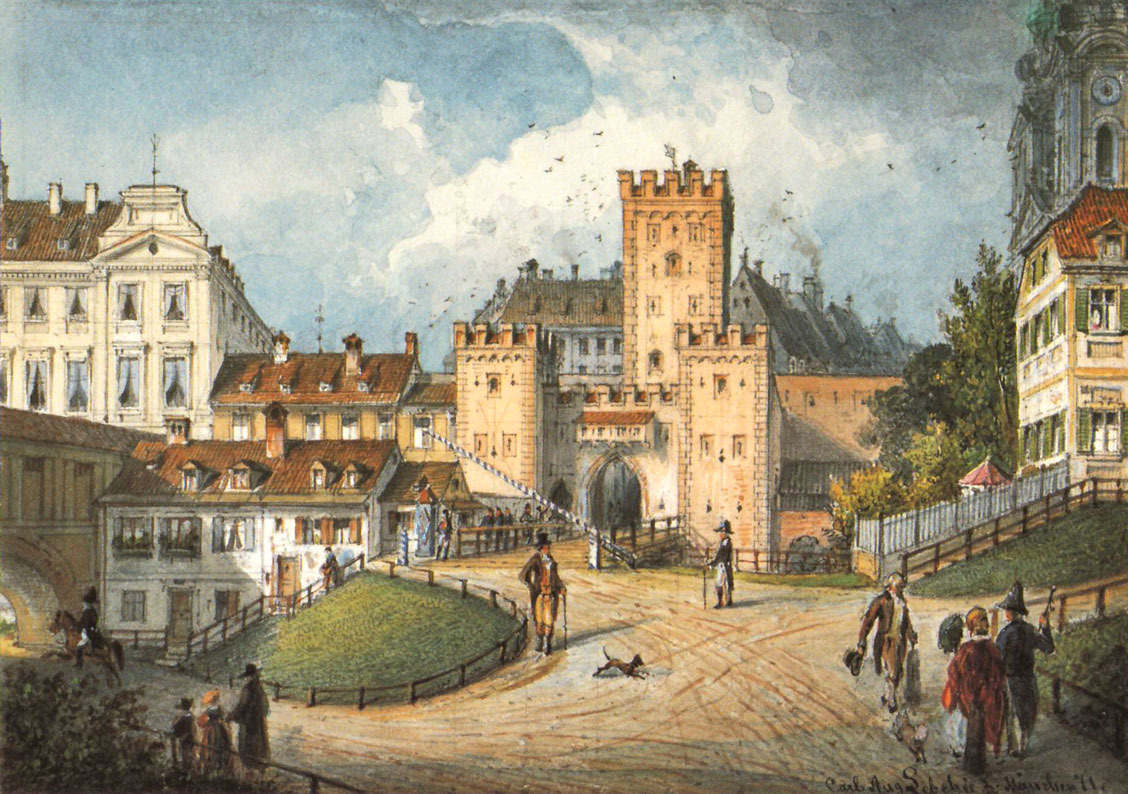
Schwabinger Tor

Das Schwabinger Tor war ein Stadttor der zweiten Stadtmauer des mittelalterlichen Münchens.

## Lage
Das Schwabinger Tor lag in der zweiten Stadtmauer im Norden der Altstadt etwas nördlich der heutigen Feldherrnhalle. Da die Theatinerstraße und die Residenzstraße hier zusammenliefen, war im Gegensatz zu den beiden „Inneren“ Schwabinger Toren (Vorderes Schwabinger Tor und Hinteres Schwabinger Tor) nur ein „Äußeres“ Schwabinger Tor erforderlich.

## Geschichte
Erstmals erwähnt wird das Schwabinger Tor 1319. Ursprünglich war es ein etwa 30 m hoher Torturm. Im 15. Jahrhundert erhielt es ein Vortor, das wie beim Neuhauser Tor ein Tordurchgang in der Mauer war, der von zwei quadratischen Türmen flankiert wurde. Nach einer kleinen Kapelle in der Nähe wurde das Tor auch „Unseres Herrn Tor“ genannt. 1817 wurde es für die Anlage der Achse Odeonsplatz–Ludwigstraße abgerissen.